# Parantheopsis georgiana
Parantheopsis georgiana är en havsanemonart som först beskrevs av Pfeffer 1889.  Parantheopsis georgiana ingår i släktet Parantheopsis och familjen Actiniidae. Inga underarter finns listade i Catalogue of Life.